# نیکولایفکا (آلاتانینسکی، شهرستان استرلیتاماکسکی، باشقیرستان)
نیکولایفکا (انگلیسی: Nikolayevka, Alataninsky Selsoviet, Sterlitamaksky District, Republic of Bashkortostan) یک شهرک در شهرستان استرلیتاماکسکی استان باشقیرستان کشور روسیه است.